# Сан-Маурицио-Канавезе
Сан-Маурицио-Канавезе (итал. San Maurizio Canavese) — коммуна в Италии, располагается в регионе Пьемонт, в провинции Турин.
Население составляет 7613 человека (2008 г.), плотность населения составляет 427 чел./км². Занимает площадь 17 км². Почтовый индекс — 10077. Телефонный код — 011.
Покровителем коммуны почитается святой Маврикий, празднование 22 сентября.

## Демография
Динамика населения:

## Администрация коммуны
- Официальный сайт: https://web.archive.org/web/20010124034000/http://www.comune.san-maurizio-canavese.to.it/